# Алустиса, Матиас
Мати́ас Алусти́са (полностью — Мати́ас Густа́во Алусти́са исп. Matías Gustavo Alustiza; род. 31 мая 1984 в городе Асуль, провинция Буэнос-Айрес) — аргентинский футболист, нападающий.

## Биография
Алустиса является воспитанником академии клуба «Банфилд», однако профессиональную карьеру начал в команде Второго дивизиона «Сантамарина» в 2004 году. Спустя два года он перешёл в «Чакарита Хуниорс» и принадлежал этому клубу до 2011 года, но за это время нападающий трижды отдавался в аренду в различные команды — испанские «Альбасете» и «Херес» (в первой половине 2010), а в последний год контракта с «Чакаритой» Алустиса выступал за аргентинский «Арсенал». Выступая за «Чакариту» Алустиса завоевал путёвку в высший дивизион чемпионата Аргентины в 2009 году.
В 2011 году Алустиса перешёл в «Депортиво Кито», в составе которого стал чемпионом Эквадора в 2011 году. В 2012 году, в розыгрыше Кубка Либертадорес Алустиса помог своей команде выйти в плей-офф турнира в острейшей борьбе с уругвайским «Дефенсор Спортингом». Аргентинец открыл счёт в гостевом матче против «Гвадалахары» (мексиканцы сравняли счёт лишь в дополнительное время), в домашней игре против «Велес Сарсфилда» с пенальти также открыл счёт (победа 3:0), а заключительный матч, в котором «Депортиво» необходима была победа, стал настоящим бенефисом нападающего. Матиас отправил в ворота «Гвадалахары» 4 мяча и сравнялся с Дорланом Пабоном в споре бомбардиров турнира. «Депортиво Кито» набрал 10 очков и опередил «Дефенсор» на 1 очко, заняв второе место в группе вслед за «Велес Сарсфилдом».
В 1/8 финала «Депортиво Кито» дома разгромил одну из сильнейших команд Южной Америки «Универсидад де Чили» со счётом 4:1. Три гола отправил в сетку ворот Алустиса. Однако в гостевой встрече эквадорский клуб провалился, уступив со счётом 0:6 и вылетев из турнира. До ответного полуфинала Алустиса сохранял единоличное лидерство в гонке бомбардиров, но нападающий «Сантоса» Неймар сумел его догнать. Впрочем, его клуб не сумел переиграть «Коринтианс» и больше к двум нападающим не смог приблизиться никто.

## Достижения
Командные
 «Депортиво Кито»
- Чемпион Эквадора — 2011

 «Пуэбла»
- Обладатель Кубка Мексики (1): Клаусура 2015
- Обладатель Суперкубка Мексики (1): 2015

Индивидуальные
- Лучший бомбардир Кубка Либертадорес — 2012 (совместно с Неймаром)